# El libro oculto World Tour
Es la cuarta gira que realizó la banda de heavy metal argentino Rata Blanca. Comenzó el 19 de noviembre de 1993 y terminó el 18 de septiembre de 1994. Se realizó para presentar el mini disco El libro oculto. Este fue presentado casi en su totalidad con el cantante Mario Ian, ya que Adrián Barilari se fue de la banda luego del concierto del 19 de noviembre de 1993 en Obras, al cual asistieron 600 personas, y eso provocó que Walter Giardino les dijera a los presentes en el recital que ellos eran el verdadero público de Rata Blanca. El 17 de diciembre, la banda reclutó a Mario Ian, y con él ya como vocalista, presentaron el disco casi en su totalidad. Cabe destacar que en esta gira, tocaron junto con Attaque 77 y Lethal, entre el 25 y 30 de mayo. El primer concierto tuvo lugar en Bahía Blanca, en el estadio de Olimpo. Luego tocaron en Chubut en las restantes fechas. Además de Argentina, tocaron en Perú, España, México, Estados Unidos, Venezuela y Portugal, y luego de esta gira, la banda sacó a la venta el disco Entre el cielo y el infierno.

## Lanzamiento del disco y gira

### 1993: Año para el olvido
El 4 de noviembre sale a la venta El libro oculto, el primer EP de la banda. A su vez, es el disco más corto. Contiene 5 temas, y en su portada se puede ver a un monje leyendo un libro, con una luz azul posando sobre su cabeza. El quinto tema que cierra este EP, titulado Agord, la bruja, hace una clara alusión a la drogadicción. El nombre original del quinto tema de este EP era Agord, la bruja (Alguien que puede destruirte). El videoclip fue dirigido por Augusto Giménez Zapiola y Marcelo Szechtman, y filmado en Buenos Aires. Fue presentado oficialmente en Obras el 19 de noviembre ante escaso público. Esto provocó que Walter Giardino les dijera a los presentes "Ustedes, son los verdaderos fans de La Rata". En este show debutaron con Javier Retamozo en los teclados, ya que Hugo Bistolfi y Adrián Barilari se retiraron de la banda para formar Alianza. La salida se debió a que Walter Giardino quería llevar a la banda a un sonido más pesado, y Adrián Barilari no se sintió satisfecho. El 17 de diciembre, y para cerrar un fatídico 1993, la banda recluta al ex Alakrán Mario Ian. Con él tocaron en el Viejo Correo de Buenos Aires, siendo este su primer concierto como cantante. El 28 de diciembre dieron su primer concierto en Perú, que tuvo lugar en el Estadio Nacional, y así se despide un fatídico 1993. En el anteúltimo concierto del año, la banda contó con la participación de quien fuera el primer bajista de la primera época. Se trata de Yulie Ruth, quien tuvo un período muy corto. Esta participación se debe a que Guillermo Sánchez estuvo ausente sin previo aviso.

### 1994: Formación nueva, shows nuevos
Comienzan un nuevo año tocando el 29 de enero en Kaf Disco. El 5 de febrero de 1994 tocan en el Aeropuerto de Morón junto con Logos y otras bandas más, el 12 de febrero tocan en New Order, y 13 días después, la banda vuelve otra vez a Rosario para tocar en la Sociedad Rural. El 15 de abril tocan otra vez en la disco New Order, y al mes siguiente tocan en Memphis Rock, en el Viejo Correo y en Olivos. Los días 25, 26, 27 y 28 de mayo realizan una gira de 4 fechas con Attaque 77 y Lethal. El primero de los cuatro conciertos tuvo lugar en el estadio de Olimpo de Bahía Blanca, en la celebración por los 184 años de la Revolución de Mayo. Luego encararon la ruta hacia Chubut para dar los siguientes shows: uno en el estadio de Racing Club de Trelew, uno en el estadio de Huracán de Comodoro Rivadavia y el otro en el estadio de Guillermo Brown en Puerto Madryn. Se agregaron dos shows más para el 29 y 30 de mayo. Entre junio y julio, la banda hace shows por México y España, en este último país grabaron entre el 20 de junio y el 21 de julio su quinto disco. En agosto tocan en Venezuela, España y Portugal nuevamente, y luego por segunda vez en los Estados Unidos. Finalmente tocaron otra vez en Portugal y España entre el 18 de agosto y el 10 de septiembre, contrariamente a terminar la gira. El último show tuvo lugar en la Sala Zeleste, donde habían tocado por primera vez el 24 de abril de 1993 en la Gira Guerrera, con Adrián Barilari y Hugo Bistolfi como cantante y tecladista de la banda por ese entonces. La gira por España y Portugal de la presentación de este disco es la segunda realizada por la banda, pero con la particularidad de las ausencias de Adrián Barilari y Hugo Bistolfi. Por eso, en esta tercera gira europea, la banda contó con la siguiente formación: Mario Ian (voz), Walter Giardino (guitarra), Sergio Berdichevsky (guitarra rítmica), Gustavo Rowek (batería), Guillermo Sánchez (bajo) y Javier Retamozo (teclados). Finalmente dieron dos shows más en Estados Unidos los días 14 y 18 de septiembre.

## Setlist
Representa el concierto del 19 de noviembre de 1993 en el estadio Obras
1. "Asesinos"
2. "Basura"
3. "Guerrero del arco iris"
4. "La leyenda del hada y el mago"
5. "Sólo para amarte"
6. "Agord, la bruja"
7. "Cuarto poder"
8. "Mujer amante"
9. "Lejos de casa"
10. "Quizá empieces otra vez"
11. "Solo de Walter Giardino
12. "La misma mujer"
13. "Gente del sur"
14. "El último ataque"
15. "Rompe el hechizo"
16. "Hombre de hielo"
17. "Ángeles de acero"
18. "Noche sin sueños"
19. "Preludio obsesivo"/"Otoño medieval"
20. "El beso de la bruja"
21. "Abrazando al rock and roll"

## Conciertos
| América del Sur          |                    |                |                                    |
| 19 de noviembre de 1993  | Buenos Aires       | Argentina      | Estadio Obras Sanitarias           |
| 17 de diciembre de 1993  | Buenos Aires       | Argentina      | Viejo Correo                       |
| 28 de diciembre de 1993  | Lima               | Perú           | Estadio Nacional                   |
| 29 de enero de 1994      | Mar del Plata      | Argentina      | Kaf Disco                          |
| 5 de febrero de 1994     | Morón              | Argentina      | Aeropuerto de Morón                |
| 12 de febrero de 1994    | Buenos Aires       | Argentina      | New Order                          |
| 25 de febrero de 1994    | Rosario            | Argentina      | Sociedad Rural                     |
| 15 de abril de 1994      | Buenos Aires       | Argentina      | New Order                          |
| 6 de mayo de 1994        | Lanús              | Argentina      | Memphis Rock                       |
| Europa                   |                    |                |                                    |
| 12 de mayo de 1994       | La Coruña          | España         | Estadio del Riazor                 |
| América del Sur          |                    |                |                                    |
| 20 de mayo de 1994       | Buenos Aires       | Argentina      | Viejo Correo                       |
| 21 de mayo de 1994       | Olivos             | Argentina      | Biblioteca Popular                 |
| 22 de mayo de 1994       | Olivos             | Argentina      | Biblioteca Popular                 |
| 25 de mayo de 1994       | Bahía Blanca       | Argentina      | Estadio Roberto Natalio Carminatti |
| 26 de mayo de 1994       | Trelew             | Argentina      | Estadio Racing Club                |
| 27 de mayo de 1994       | Comodoro Rivadavia | Argentina      | Estadio Huracán                    |
| 28 de mayo de 1994       | Puerto Madryn      | Argentina      | Estadio Raúl Conti                 |
| 29 de mayo de 1994       | Viedma             | Argentina      | Club San Martín                    |
| 30 de mayo de 1994       | Rawson             | Argentina      | Estadio Germinal                   |
| América del Norte        |                    |                |                                    |
| 2 de junio de 1994       | Nezahualcóyotl     | México         | Plaza de Toros                     |
| 3 de junio de 1994       | Toluca             | México         | La Arena Toluca                    |
| 4 de junio de 1994       | Morelia            | México         | Estadio Morelos                    |
| 5 de junio de 1994       | San Luis Potosí    | México         | Estadio Plan de San Luis           |
| 8 de junio de 1994       | Ciudad de México   | México         | Rockotitlán                        |
| 11 de junio de 1994      | Puebla             | México         | Salón Los Ángeles                  |
| 12 de junio de 1994      | Ciudad de México   | México         | Ex-Balneario Olímpico              |
| Europa                   |                    |                |                                    |
| 3 de julio de 1994       | Madrid             | España         | Cárcel de Carabanchel              |
| 4 de julio de 1994       | La Coruña          | España         | Estadio Municipal                  |
| 9 de julio de 1994       | Barcelona          | España         | Sala Razzmatazz                    |
| 18 de julio de 1994      | Madrid             | España         | La Nave                            |
| América del Sur          |                    |                |                                    |
| 4 de agosto de 1994      | Maracay            | Venezuela      | Estadio José Pérez Colmenares      |
| Europa                   |                    |                |                                    |
| 5 de agosto de 1994      | Lisboa             | Portugal       | Discoteca Absoluto                 |
| 6 de agosto de 1994      | Madroñera          | España         | Plaza de Toros                     |
| 7 de agosto de 1994      | La Coruña          | España         | Playa del Riazor                   |
| América del Norte        |                    |                |                                    |
| 13 de agosto de 1994     | Miami              | Estados Unidos | Estudios MTV                       |
| 14 de agosto de 1994     | Los Ángeles        | Estados Unidos | Club Maya                          |
| Europa                   |                    |                |                                    |
| 18 de agosto de 1994     | Lisboa             | Portugal       | Johnny Guitar                      |
| 19 de agosto de 1994     | Montijo            | Portugal       | Festas do Afonseiro                |
| 21 de agosto de 1994     | Quarteira          | Portugal       | Esplanada Turismo                  |
| 22 de agosto de 1994     | Portimão           | Portugal       | Auditorio Municipal                |
| 23 de agosto de 1994     | Lagos              | Portugal       | Auditorio Municipal                |
| 3 de septiembre de 1994  | Valencia           | España         | Sala República                     |
| 8 de septiembre de 1994  | Madrid             | España         | Cárcel de Carabanchel              |
| 9 de septiembre de 1994  | Madrid             | España         | Sala Canciller                     |
| 10 de septiembre de 1994 | Barcelona          | España         | Sala Zeleste                       |
| América del Norte        |                    |                |                                    |
| 14 de septiembre de 1994 | Los Ángeles        | Estados Unidos | Club One                           |
| 18 de septiembre de 1994 | San José           | Estados Unidos | San José Fairgrounds               |

## Países visitados
- Argentina
- Venezuela
- Perú
- Estados Unidos
- México
- España
- Portugal

## Formación del show en Obras
- Adrián Barilari - Voz (1989-1993, 2000-Actualidad)
- Walter Giardino - Guitarra líder (1986-1997, 2000-Actualidad)
- Sergio Berdichevsky - Guitarra rítmica (1986-1997)
- Guillermo Sánchez - Bajo (1987-1997, 2000-2017)
- Javier Retamozo - Teclados (1993-1997)
- Gustavo Rowek - Batería (1986-1997)

## Formación durante el resto de la gira
- Mario Ian - Voz (1993-1996)
- Walter Giardino - Guitarra líder (1986-1997, 2000-Actualidad)
- Sergio Berdichevsky - Guitarra rítmica (1986-1997)
- Guillermo Sánchez - Bajo (1986-1997, 2000-2017)
- Javier Retamozo - Teclados (1993-1997)
- Gustavo Rowek - Batería (1986-1997)